# 横田紗椰香
横田 紗椰香（よこた さやか、1999年9月30日 - ）は、日本の女子バレーボール選手である。

## 来歴
愛知県豊田市出身。横田真未は2つ上の姉である。親の影響で、小学1年生のときにバレーボールを始める（真未も同時期に始める）。
真未と同様に、古川学園高等学校を経て、2018年、東海大学に進学。2021年、全日本大学選手権大会（全日本インカレ）で優勝に貢献し、自身は最優秀選手賞を受賞した。2021/22シーズン、V.LEAGUE DIVISION1 WOMEN（V1女子）に所属するデンソーエアリービーズの内定選手となった。真未も同チームに所属していて、Vリーグでも姉妹で一緒にプレーすることとなった。内定選手としてV1女子の試合に出場し、Vリーグデビューを果たした。
2022年、大学卒業後に、デンソーエアリービーズに入団した。
2023年、FISUワールドユニバーシティゲームズ（2021成都）のユニバーシアード日本代表に選出。銀メダルを獲得した。
2024年4月、2023-24シーズンをもってデンソーを退団することが発表された。6月にクインシーズ刈谷への入団が発表された。

## プレースタイル
ブロード攻撃を得意とする。姉の真未は、ワンレッグと力強いスパイクが持ち味で自身と違うタイプだと話している。

## 球歴
- ユニバーシアード日本代表 - 2023年

## 所属チーム
- 古川学園高等学校（2015-2018年）
- 東海大学（2018-2022年）
- デンソーエアリービーズ（2022-2024年）
- クインシーズ刈谷（2024年-）

## 受賞歴
- 2021年 - 全日本大学選手権大会 最優秀選手賞
- 2023年 - 2022-23 V.LEAGUE DIVISION1 WOMEN フェアプレー賞[9]